# Dimitrie Drăghici

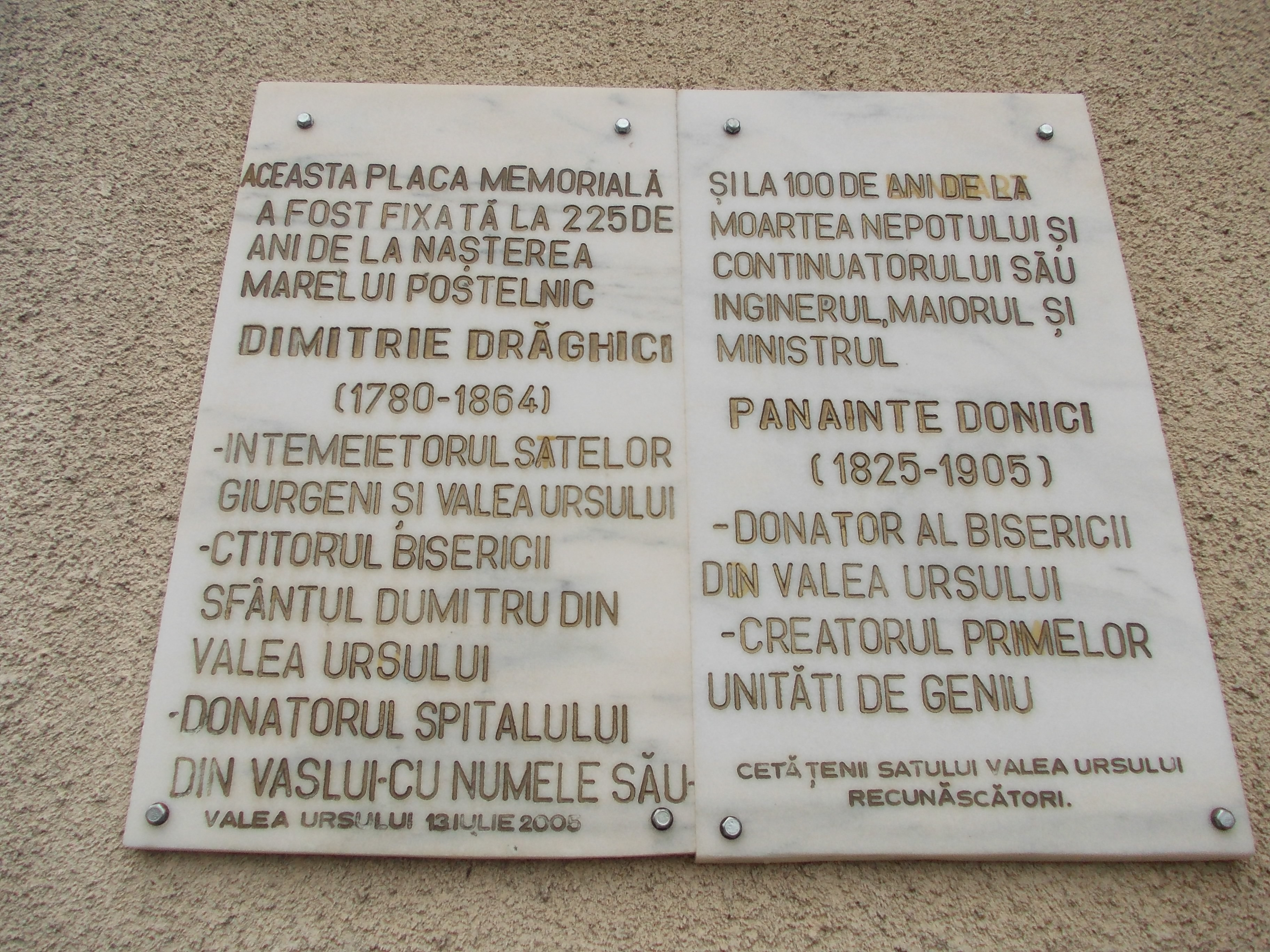
Placă comemorativă la intrarea în biserica din Valea Ursului

Dimitrie Drăghici (n. 1802 - d. 1875) a fost un postelnic, fondatorul satelor Giurgeni și Valea Ursului din județul Neamț și fondatorul primului așezământ spitalicesc particular care va deveni mai târziu Spitalul Județean de Urgență Vaslui. Spitalul a fost fundat pe un teren donat de Elena Sabin și a fost deschis la data de 23 februarie 1864, când postelnicul Drăghici semnează Actul de fondațiune a Spitalului Drăghici din Vaslui.
Dimitrie Drăghici este și ctitorul bisericii Sfântul Dumitru din satul Valea Ursului, Neamț, a cărei construcție a fost începută în 1844 și sfârșită în 1846.
Mormântul postelnicului Dimitrie Drăghici se află în curtea bisericii pe care el a ctitorit-o alături de mormântul fostului ministru român Panait Donici.

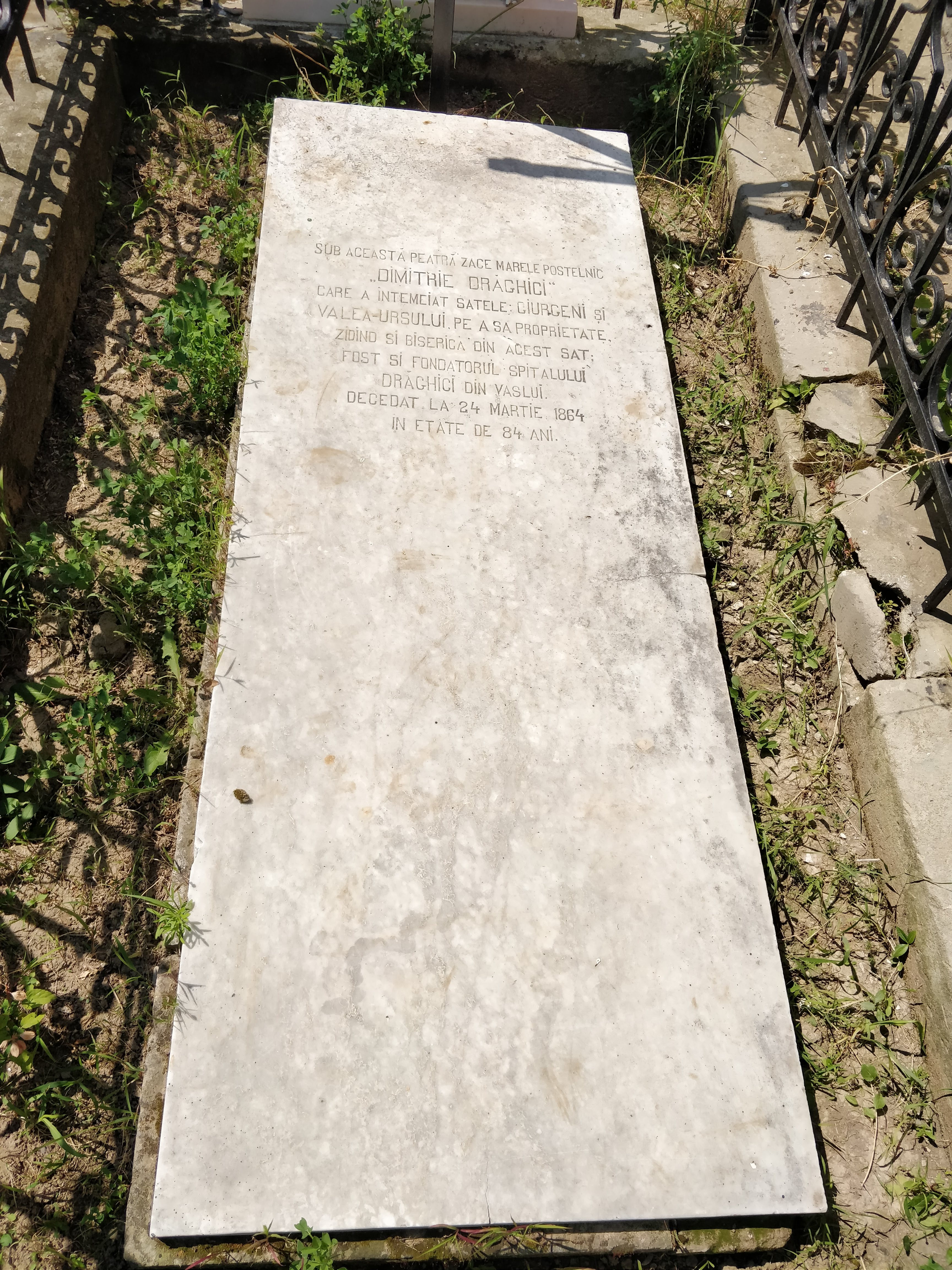
Piatra funerara Dimitrie Draghici